# Woniu Hu
Woniu Hu (kinesiska: 卧牛湖) är en sjö i Kina. Den ligger i den autonoma regionen Tibet, i den sydvästra delen av landet, omkring 870 kilometer nordväst om regionhuvudstaden Lhasa. Woniu Hu ligger 4 958 meter över havet. Arean är 7,3 kvadratkilometer. Trakten runt Woniu Hu är ofruktbar med lite eller ingen växtlighet. Den sträcker sig 3,7 kilometer i nord-sydlig riktning, och 3,8 kilometer i öst-västlig riktning.
Genomsnittlig årsnederbörd är 158 millimeter. Den regnigaste månaden är juli, med i genomsnitt 41 mm nederbörd, och den torraste är december, med 1 mm nederbörd.